# Ван Цян (футболист)
Ван Цян (кит. 汪强, пиньинь Wāng Qiáng; 23 июля, 1984, Далянь, Ляонин, КНР) — китайский футболист, защитник клуба китайской Суперлиги «Шаньдун Лунэн».

## Карьера

### Клубная
Ван Цян начал профессиональную карьеру в 2003 году в команде Суперлиги «Шэньян Гиндэ» как защитник, способный играть на разных позициях. В сезоне 2005 года стал игроком основы, отыграл в 21 матче чемпионата Китая. В то время, как «Шэньян Гиндэ» постоянно боролся за выживание, 22 июля 2006 года игрок забил дебютный гол в матче против «Интер Сиань», а матч завершился победой его команды со счётом 2-1. Перед началом сезона 2007 года команда переехала в Чанша и стала называться «Чанша Гиндэ», однако Ван Цян продолжил выступления за клуб, а также помог клубу улучшить результаты прошлого сезона, в итоге команда заняла десятое место. Ван Цян выступал в основе на позиции центрального защитника, а в следующем сезоне стал капитаном команды. При этом общие выступления команды были по-прежнему были неудачными, а в сезоне 2010 года клуб вылетел из элитного дивизиона. Перед началом сезона 2011 года чемпион Суперлиги команда «Шаньдун Лунэн» выкупил права на игрока за 5 млн. юаней.

### Международная
Ван Цян дебютировал в товарищеском матче за национальную сборную против команды Палестины, который состоялся 18 июля 2009 года и закончился победой китайской сборной со счётом 3-1. После этой игры Ван Цян стал игроком основы, вызывался на матчи чемпионата Восточной Азии 2010 года и принял участие в Кубке Азии 2011 года.

## Достижения
Китай :
- Чемпион Восточной Азии : 2010